# Wybory parlamentarne w Holandii w 1967 roku
Wybory parlamentarne w Holandii w 1967 roku zostały przeprowadzone 15 lutego 1967 r. W ich wyniku Holendrzy wybrali 150 posłów do Tweede Kamer, niższej izby Stanów Generalnych. Frekwencja wyborcza wyniosła 95%. Wybory zakończyły się ponownym zwycięstwem Katolickiej Partii Ludowej, a na stanowisko premiera został powołany Piet de Jong.

## Wyniki wyborów
| Partia                                       | Głosy     | %     | Mandaty | Zmiana |
| -------------------------------------------- | --------- | ----- | ------- | ------ |
| Katolicka Partia Ludowa                      | 1 822 939 | 26,50 | 42      | -8     |
| Partia Pracy                                 | 1 620 447 | 23,55 | 37      | -6     |
| Partia Ludowa na rzecz Wolności i Demokracji | 738 229   | 10,73 | 17      | +1     |
| Partia Antyrewolucyjna                       | 681 203   | 9,90  | 15      | +2     |
| Chrześcijańska Unia Historyczna              | 560 467   | 8,15  | 13      | -1     |
| Boeren Partij                                | 328 186   | 4,77  | 7       | +7     |
| Demokraci 66                                 | 307 859   | 4,48  | 7       | +7     |
| Komunistyczna Partia Holandii                | 248 330   | 3,61  | 5       | +1     |
| Pacyfistyczna Partia Socjalistyczna          | 197 217   | 2,87  | 4       | -      |
| Polityczna Partia Protestantów               | 138 119   | 2,01  | 3       | -      |
| Gereformeerd Politiek Verbond                | 59 218    | 0,86  | 1       | -      |
| Pozostałe                                    | 177 299   | 2,57  | 0       | -      |
| Głosy nieważne i puste                       | 198 298   | 2,8   | 0       | -      |
| Razem                                        | 7 077 798 | 100   | 150     | 0      |